# Gesetz zur Bekämpfung der Geschlechtskrankheiten (1927)
Mit dem deutschen Gesetz zur Bekämpfung der Geschlechtskrankheiten von 1927 sollten Syphilis, Tripper (Gonorrhoe) und Schanker (Ulcus molle) bekämpft werden.
Vorläufer des Gesetzes war die Verordnung zur Bekämpfung der Geschlechtskrankheiten vom 11. Dezember 1918 (RGBl. S. 1431).
Das Gesetz wurde in der sowjetischen Besatzungszone durch die Verordnung zur Bekämpfung der Geschlechtskrankheiten unter der deutschen Bevölkerung in der sowjetischen Besatzungszone Deutschlands vom 11. Dezember 1947, in der Bundesrepublik durch das Gesetz zur Bekämpfung der Geschlechtskrankheiten vom 23. Juli 1953 (BGBl. I S. 700) abgelöst.